# Andagoia
Andagoia  en basque ou Andagoya en espagnol, est un hameau dans la commune ou contrée d'Anda faisant partie de la municipalité de Kuartango dans la province d'Alava dans la Communauté autonome basque.

## Référence
1. ↑  Officiellement « Andagoia » Euskal Herriko leku 2012-07-25 (Site d'Euskalzaindia ou Académie de la langue basque)